# Coyotos
Coyotos é um sistema operacional de micronúcleo com foco em segurança baseado em recursos sendo desenvolvido pelo Grupo EROS, LLC. É um sucessor do sistema EROS que foi criado na Universidade da Pensilvânia e Johns Hopkins University. Ele não está mais sendo ativamente desenvolvido.

## História
Coyotos é considerado por seus criadores como "um passo evolutivo"  além do sistema operacional EROS, que foi derivado por sua vez do KeyKOS, que se originou do GNOSIS (Great New Operating System In the Sky). O desenvolvedor principal do EROS foi Jonathan S. Shapiro, que foi também a principal força por trás dos projetos do Coyotos e da linguagem de programação BitC, antes de aceitar um emprego na Microsoft. Uma história mais completa pode ser encontrada em History:"The Path to Coyotos". Desde meados de 2006 os desenvolvedores do Coyotos têm trabalhado com os desenvolvedores do GNU Hurd para tornar o Coyotos um micronúcleo apropriado para GNU Hurd, entretanto, o progresso é lento.

## Objetivos
Embora tivesse muitos objetivos, um do mais interessantes era se tornar o primeiro sistema operacional formalmente verificado. Para dar suporte à busca para este objetivo, o projeto Coyotos desenvolveu, concorrentemente, uma nova linguagem de programação chamada BitC e um novo compilador chamado BitCC.

## Micronúcleo
Coyotos usa um projeto de micronúcleo que "retém a atomicidade e projeto puramente baseado em capacidades do sistema EROS", mas que "introduz um mecanismo de mapeamento de memória mais eficiente". Compare isto com as famílias de micronúcleo Mach e L4.